# Espace préhilbertien
En mathématiques, un espace préhilbertien est défini comme un espace vectoriel réel ou complexe muni d'un produit scalaire. Cette notion généralise celles d'espace euclidien ou hermitien dans le cas d'une dimension quelconque, tout en conservant certaines propriétés géométriques des espaces de dimension finie du fait des propriétés du produit scalaire, mais en perdant le fait qu'un espace préhilbertien de dimension infinie n'est pas nécessairement complet. On peut cependant le compléter, pour obtenir un espace de Hilbert.

## Motivations
Le cas général d'un espace préhilbertien en dimension infinie diffère à bien des égards de la dimension finie. L'espace dual n'est plus nécessairement isomorphe à l'espace, l'orthogonal d'un sous-espace vectoriel F n'est plus nécessairement un supplémentaire de F, et l'inclusion de F dans son biorthogonal peut être stricte. Par ailleurs, les applications linéaires ne sont plus nécessairement continues. Les techniques d'analyse de l'espace sont en conséquence un peu différentes. Les cas de dimension finie sont traités dans les articles « Espace euclidien » et « Espace hermitien ». Le cas général est l'objet essentiel de cet article.
Une application importante est l'étude des espaces de fonctions à l'aide des outils de l'algèbre linéaire et bilinéaire. Le produit scalaire est donné par l'intégrale du produit de deux fonctions, ou plus précisément d'une fonction et du conjugué de l'autre pour conserver le caractère sesquilinéaire. À la différence du cas de la dimension finie, le produit scalaire n'est plus toujours défini, au sens où l'image du couple (x,x) peut être nulle même si x est un vecteur non nul. Une intégrale ne dépend en effet pas des valeurs de la fonction sur un ensemble de mesure nulle. Le terme utilisé est semi-produit scalaire. Une précision est généralement donnée : l'espace est séparable, c'est-à-dire qu'il existe une famille de vecteurs dénombrable et dense dans l'espace. Cette configuration correspond à nombre d'espaces fonctionnels.
Un outil permet de pallier la difficulté induite par la dimension infinie, la topologie. Le produit scalaire définit une norme, par voie de conséquence une distance et une topologie. Si le caractère spécifique que confère le produit scalaire à l'espace métrique permet la démonstration de nombreux résultats, une propriété fait néanmoins défaut. Le préfixe « pré- » apparaissant dans le mot « préhilbertien » fait référence à l'absence d'une hypothèse particulière : la complétude, qui se révèle indispensable pour de nombreux résultats. Lorsque cette hypothèse est vérifiée, l'espace porte le nom d'espace hilbertien ou d'espace de Hilbert.
De nombreux espaces fonctionnels naturels ne sont pas complets, par exemple l'espace des fonctions continues à support compact. Il existe une manière simple de compléter un espace préhilbertien, à l'aide de son dual.

## Définitions et premiers résultats
Dans la suite de l'article, la lettre K désigne le corps des réels ou des complexes, E un espace vectoriel sur K et Ω un ouvert de ℝn.

### Définitions
L'objet central d'un espace préhilbertien est ce qu'on appelle en général un produit scalaire. Il peut s'agir d'un produit scalaire euclidien lorsque l'on considère des espaces vectoriels sur le corps des nombres réels ou d'un produit scalaire hermitien dans le cas d'espaces vectoriels sur le corps des nombres complexes.
Un espace préhilbertien (E, 〈⋅,⋅〉) est alors un espace vectoriel E muni d'un produit scalaire 〈⋅,⋅〉. On dira par abus de notation que E est un espace préhilbertien si on le considère muni d'un produit scalaire 〈⋅,⋅〉, faisant alors du couple (E, 〈⋅,⋅〉) un espace préhilbertien.
Dans certains cas, il se peut qu'on ait à considérer des « semi-produits scalaires », c'est-à-dire des formes bilinéaires symétriques ou sesquilinéaires positives non définies.
Selon les ouvrages et auteurs on peut trouver d'autres notations pour le produit scalaire telles que 〈⋅|⋅〉 et (⋅|⋅).
Le concept de base, souvent essentiel en algèbre linéaire, est délicat à manier hors de la dimension finie. Si le lemme de Zorn montre l'existence d'une base, il n'existe pas de méthode explicite pour construire une telle famille à l'aide de ce théorème d'existence. Une nouvelle définition contourne cette difficulté. Une base hilbertienne, ou base de Hilbert, est une famille de vecteurs unitaires et deux à deux orthogonaux qui engendrent un sous-espace dense.
Le terme de « base orthonormale » est parfois utilisé dans le sens de base hilbertienne.

### Propriétés élémentaires
Certaines propriétés ne font pas appel au caractère fini de la dimension de l'espace :
- Le fait d'être un espace vectoriel normé, au moyen de la norme euclidienne {\displaystyle \|x\|={\sqrt {\langle x,x\rangle }}}. Dans le cas d'un semi-produit scalaire, l'espace est équipé d'une semi-norme et n'est pas séparé.
- L'inégalité de Cauchy-Schwarz : {\displaystyle |\langle x,y\rangle |\leq \|x\|\|y\|}
- L'inégalité de Minkowski dite aussi inégalité triangulaire : {\displaystyle \|x+y\|\leq \|x\|+\|y\|\,}
- Le théorème de Pythagore : si {\displaystyle x} et {\displaystyle y} sont orthogonaux, alors {\displaystyle \|x+y\|^{2}=\|x\|^{2}+\|y\|^{2}}, la réciproque n'étant vraie que dans le cas réel.
- La règle du parallélogramme : {\displaystyle \|x+y\|^{2}+\|x-y\|^{2}=2\|x\|^{2}+2\|y\|^{2}}
Réciproquement, d'après le théorème de Fréchet-von Neumann-Jordan, toute norme vérifiant cette identité est préhilbertienne, c'est-à-dire dérive d'un produit scalaire.
- L'identité de la médiane : {\displaystyle \|x-y\|^{2}+\|x-z\|^{2}={\frac {1}{2}}\|y-z\|^{2}+2\left\|x-{\frac {y+z}{2}}\right\|^{2},}
équivalente à celle du parallélogramme, par changement de variable
- L'identité polaire : {\displaystyle \|x+y\|^{2}-\|x-y\|^{2}=2\langle x,y\rangle +2\langle y,x\rangle }
- Les identités de polarisation, permettant de reconstituer le produit scalaire à partir de la norme :
  - dans le cas complexe, {\displaystyle \forall x,y\in E\quad \langle x,y\rangle ={\frac {1}{4}}\sum _{k=0}^{3}{\rm {i}}^{k}\|x+{\rm {i}}^{k}y\|^{2}}
  - dans le cas réel, {\displaystyle \forall x,y\in E\quad \langle x,y\rangle ={\frac {1}{4}}{\Big (}\|x+y\|^{2}-\|x-y\|^{2}{\Big )}.}Il en résulte que toute application linéaire entre deux espaces préhilbertiens qui est isométrique (c'est-à-dire qui conserve la norme, sans être nécessairement surjective) conserve le produit scalaire.

Tous ces résultats restent vrais pour les semi-produits scalaires et les semi-normes associées.

### Exemples
- Un exemple est l'espace ℂ(ℕ) des suites complexes nulles à partir d'un certain rang. Le produit scalaire est défini par{\displaystyle \forall (u_{n}),(v_{n})\in \mathbb {C} ^{(\mathbb {N} )}\quad \langle (u_{n})\,,\,(v_{n})\rangle =\sum _{n\in \mathbb {N} }u_{n}{\overline {v_{n}}}.}Ce sous-espace de l'espace ℓ2 des suites de carré sommable n'est pas complet car pas fermé. En effet, ℂ(ℕ) est dense dans ℓ2 (pour n'importe quel élément u de ℓ2, la suite de suites (un) définie par un,i = ui si i < n et 0 sinon est à valeurs dans ℂ(ℕ) et converge vers u dans ℓ2) et ℂ(ℕ) est strictement inclus dans ℓ2 (par exemple l'élément u défini par ui = 1/(i + 1) n'est pas dans ℂ(ℕ) mais est dans ℓ2 : la somme des carrés est une série de Riemann convergente).
- L'espace des fonctions continues de Ω dans K à support compact et muni du produit scalaire de L2 :{\displaystyle \langle f,g\rangle =\int _{\Omega }f\,{\overline {g}}\,\mathrm {d} \mu }forme un espace préhilbertien.
- L'espace des fonctions de Ω dans K de carré intégrable et muni du semi-produit scalaire défini par la même formule n'est pas préhilbertien car il est non séparé. Mais il suffira de le quotienter par le sous-espace des fonctions de semi-norme nulle pour qu'il le devienne.

## Propriétés

### Topologie
Comme pour l'étude des différents espaces fonctionnels, l'absence d'hypothèse sur la dimension impose l'utilisation de nouveaux outils. L'essentiel des techniques de la dimension finie s'avère en effet inopérant. La topologie induite par le produit scalaire est suffisamment spécifique pour établir d'importants résultats. L'analyse de cette topologie dans le cadre général des espaces vectoriels normés montre qu'elle est compatible avec les lois de composition de l'espace vectoriel. Pour être précis, l'addition, la multiplication externe et la norme sont continues pour cette topologie. Les boules ouvertes de centre un point x de l'espace forment une base de voisinages, elles sont convexes.
Elles possèdent une propriété supplémentaire. Les boules sont « bien arrondies » au sens des espaces uniformément convexes : les segments suffisamment longs inclus dans une boule ont leur milieu relativement loin du bord. Cette propriété s'exprime de la manière suivante :
Ici, B(0,1) désigne la boule de centre le vecteur nul et de rayon 1.
Le théorème de Milman-Pettis montre alors que si l'espace est de plus complet, c'est-à-dire si c'est un espace de Hilbert, il est réflexif. Il possède même des propriétés plus fortes, développées dans l'article « Espace de Hilbert ».

### Sous-espace et espace produit
Tout sous-espace vectoriel d'un espace préhilbertien est préhilbertien pour la restriction du produit scalaire.
Soit E et F deux espaces préhilbertiens, alors l'application 〈⋅, ⋅〉E×F définie par l'égalité suivante est un produit scalaire sur E×F :

### Espace quotient
Tout quotient d'un espace vectoriel normé ou même seulement semi-normé (E, ║∙║E) par un sous-espace vectoriel F est naturellement muni d'une semi-norme ║∙║E/F, définie par
Si la semi-norme ║∙║E est préhilbertienne, c'est-à-dire dérive d'un semi-produit scalaire ou — ce qui est équivalent — vérifie l'identité du parallélogramme, on montre facilement qu'il en est de même pour la semi-norme ║∙║E/F :
- Toute semi-norme quotient d'une semi-norme préhilbertienne est préhilbertienne.

C'est de plus une norme si et seulement si F est fermé pour la semi-norme ║∙║E. Le quotient est alors un espace préhilbertien. Si F est non seulement fermé mais complet, il possède un supplémentaire orthogonal dans E. La projection orthogonale correspondante fournit alors un isomorphisme entre E/F et ce supplémentaire.
Un cas particulier de norme quotient d'une semi-norme préhilbertienne est celui où F est le noyau du semi-produit scalaire, c'est-à-dire le sous-espace vectoriel fermé des vecteurs orthogonaux à E :
- Le quotient d'un espace muni d'un semi-produit scalaire par le noyau de celui-ci est un espace préhilbertien.

La preuve dans ce cas particulier est plus directe car le semi-produit scalaire passe naturellement au quotient. Par ailleurs, l'inégalité de Cauchy-Schwarz montre que ce noyau est réduit au sous-espace des vecteurs de semi-norme nulle, c'est-à-dire que la construction classique de l'espace normé quotient canonique d'un espace semi-normé est compatible avec cet ajout d'une structure préhilbertienne.
Un exemple est donné par l'espace E des fonctions nulles en dehors de Ω et intégrables au sens de Riemann. (Pour éviter les difficultés liées aux intégrales impropres, on peut supposer de plus que Ω est borné.) Le noyau F du semi-produit scalaire naturel est composé des fonctions de E nulles presque partout. Le quotient E/F est l'espace préhilbertien des classes de fonctions intégrables et nulles en dehors de Ω, deux fonctions appartenant à la même classe lorsqu'elles ne diffèrent que sur un ensemble de mesure nulle.

### Base
L'un des attraits d'un espace préhilbertien réside dans le fait que dans deux cas (si l'espace préhilbertien est complet ou séparable), il existe une base de Hilbert, ayant des propriétés proches de celle d'une base (au sens algébrique).
À la différence de la dimension finie, il n'est plus possible d'exprimer un vecteur comme une somme ne comportant qu'un nombre fini de termes non nuls. Le vecteur apparaît comme la limite d'une série dont l'ensemble des termes non nuls est dénombrable. En revanche la convergence étant absolue, l'ordre de la série n'a guère d'importance.
L'existence n'est pas toujours garantie. En revanche, elle est assurée à l'aide du lemme de Zorn si l'espace est complet.
Même s'il est relativement simple de compléter un espace préhilbertien, cette existence assurée par la complétude n'est pas totalement satisfaisante. De plus, l'utilisation de l'axiome du choix dans le lemme de Zorn rend la méthode inutilisable pour une construction effective d'une telle base. En revanche, le théorème de Stone-Weierstrass montre que de nombreux espaces fonctionnels sont séparables. Cette hypothèse alternative est suffisante pour garantir l'existence d'une base de Hilbert. Le procédé de Gram-Schmidt permet de construire effectivement une telle base. Les polynômes trigonométriques ou ceux de Legendre sont des exemples pour l'espace des fonctions continues sur un segment réel, muni du produit scalaire de L2.

### Complétude
Il est possible de compléter un espace vectoriel normé E. Pour être précis, il existe un K-espace vectoriel normé et complet (donc de Banach) H ainsi qu'une application linéaire isométrique (donc injective) J de E dans H tels que l'image de E par J soit dense dans H.
Lorsque la norme sur E est préhilbertienne, celle sur H l'est aussi. En effet, les identités de polarisation permettent d'étendre le produit scalaire sur E en une application de H×H dans K qui, par densité, est un produit scalaire dont dérive la norme sur H. En résumé :
- Le complété de tout espace préhilbertien est naturellement muni d'une structure d'espace de Hilbert.

### Opérateurs bornés
Les opérateurs bornés sont ceux par lesquels l'image de la boule unité est bornée. Ce sont les opérateurs continus. Sur un espace préhilbertien complexe, on a la propriété suivante.

- Soient a un opérateur sur un espace préhilbertien complexe E et b la borne supérieure de la fonction de la boule unité dans ℝ+ qui à x associe |〈a(x), x〉|. Alors la majoration suivante est vérifiée :

{\displaystyle \forall x,y\in E\quad |\langle a(x),y\rangle |+|\langle x,a(y)\rangle |\leq 2b\|x\|\|y\|\ ;}
- En particulier :
  - si b est fini, alors a est borné ;
  - si, pour tout vecteur x de E, a(x) est orthogonal à x, alors a est nul.

Sur un espace préhilbertien réel, ce résultat n'est pas vrai. (Un contre-exemple est fourni, dans le plan, par une rotation d'un quart de tour.)
Il est utilisé par exemple pour l'étude des opérateurs compacts autoadjoints.

### Structure du dual
Le dual possède des propriétés essentielles, à l'origine de la spécificité de la norme euclidienne (issue du produit scalaire) par rapport à une norme quelconque. Les conséquences sont aussi multiples que profondes. Ici, le terme « dual » est à prendre au sens dual topologique, c'est-à-dire que ne sont étudiées que les formes linéaires continues. Le dual est ainsi un espace de Banach, pour la norme d'opérateur.
Il existe une application canonique semi-linéaire φ de E dans son dual : pour tout élément x de E, φ(x) est la forme linéaire continue qui à y associe 〈y, x〉.
- L'application semi-linéaire canonique φ de E dans son dual est isométrique.

Cette injection munit φ(E) d'un produit scalaire naturel. Elle n'est surjective que si E est complet. En général on a « seulement » :
- L'image canonique φ(E) de E dans son dual est dense. Le dual s'identifie donc à l'espace de Hilbert complété de l'espace préhilbertien φ(E).

Lorsque φ est K-linéaire, c'est-à-dire lorsque K = ℝ, il existe ainsi une autre manière de compléter E : il suffit de l'identifier à une partie de son dual. Comme il n'existe qu'une complétion à un isomorphisme isométrique près, cette méthode donne un résultat équivalent à toute autre méthode de complétion d'un espace vectoriel normé.
Que K soit égal à ℝ ou ℂ, un plongement qui est toujours K-linéaire et peut jouer le même rôle est celui de E dans son bidual (topologique).